# Chi Bán hạ bắc
Chi Bán hạ (danh pháp khoa học: Pinellia) là một chi của khoảng 12 loài thực vật trong họ Ráy (Araceae), phân bổ tại khu vực Đông Á, bao gồm Trung Quốc, Nhật Bản và Hàn Quốc.

## Các loài
- Pinellia browniana: Trung Quốc
- Pinellia cordata: Tích thủy châu, Trung Quốc
- Pinellia integrifolia: Thạch tri chu (cây nhện đá), Trung Quốc
- Pinellia koreana: Hàn Quốc
- Pinellia pedatisecta: Hổ chưởng (cây chân hổ), Trung Quốc
- Pinellia peltata: Bán hạ lá hình mộc, Trung Quốc
- Pinellia polyphylla: Trung Quốc
- Pinellia ternata: (đồng nghĩa: Arum ternatum): Bán hạ, Bán hạ bắc
- Pinellia tripartita: Nhật Bản
- Pinellia tuberifera: Nhật Bản (đồng nghĩa: Pinellia angustata, Pinellia fornicata)
- Pinellia wawrae: Trung Quốc
- Pinellia yaoluopingensis: Trung Quốc

## Khác
Pinellia cochinchinensis là từ đồng nghĩa gốc của Arisaema cochinchinense.

## Y học
Các rễ được chế biến của chúng, được gọi là bán hạ, là một trong những vị thuốc cơ bản của y học cổ truyền Trung Hoa để thông đờm rãi, hạ nhãn áp, chống hoặc gây nôn và giảm ho. Vị thuốc từ bán hạ có tính khô và ấm và chỉ nên sử dụng ở những người không khô và nóng (thiếu âm). Nó được sử dụng với liều lượng nhỏ (3-6 gam) trong các đơn thuốc để làm se phổi, chống nôn, trong điều trị bệnh bướu cổ hay tràng nhạc. Do rễ tươi có độc, nên người ta cần ngâm nó trong nước để loại bỏ các oxalat và các chất gây kích thích khác, hoặc là chế biến nó với gừng. Rễ chưa chế biến chỉ được dùng ngoài da trong y học Trung Hoa.
Thành phần: Oxalat calci, pinellin, axít oleic, axít palmitic, axít stearic, l-ephedrin hypoclorua, trigonellin, β-sistosterol, β-sistosterol glycozit, cholin, daucosterol, guanosin, citrullin, axít aspartic, argenin, 3,4-dihydroxybenzaldehyde; coniin; protoanemonin
Tại một số nước châu Âu và Bắc Mỹ, khi được liệt kê như là một thành phần trong phần bổ trợ để giảm cân thì "Pinellia" phải được ghi rõ là có chứa các ancaloit gốc ephedrin (C10H15NO) , điều này có thể là sự vi phạm các nguyên tắc ghi nhãn mác. Pinellia không được ưa chuộng tại các khu vực này như là sản phẩm chứa ephedrine để giảm cân do các vấn đề về độc tính của nó. 

## Hình ảnh

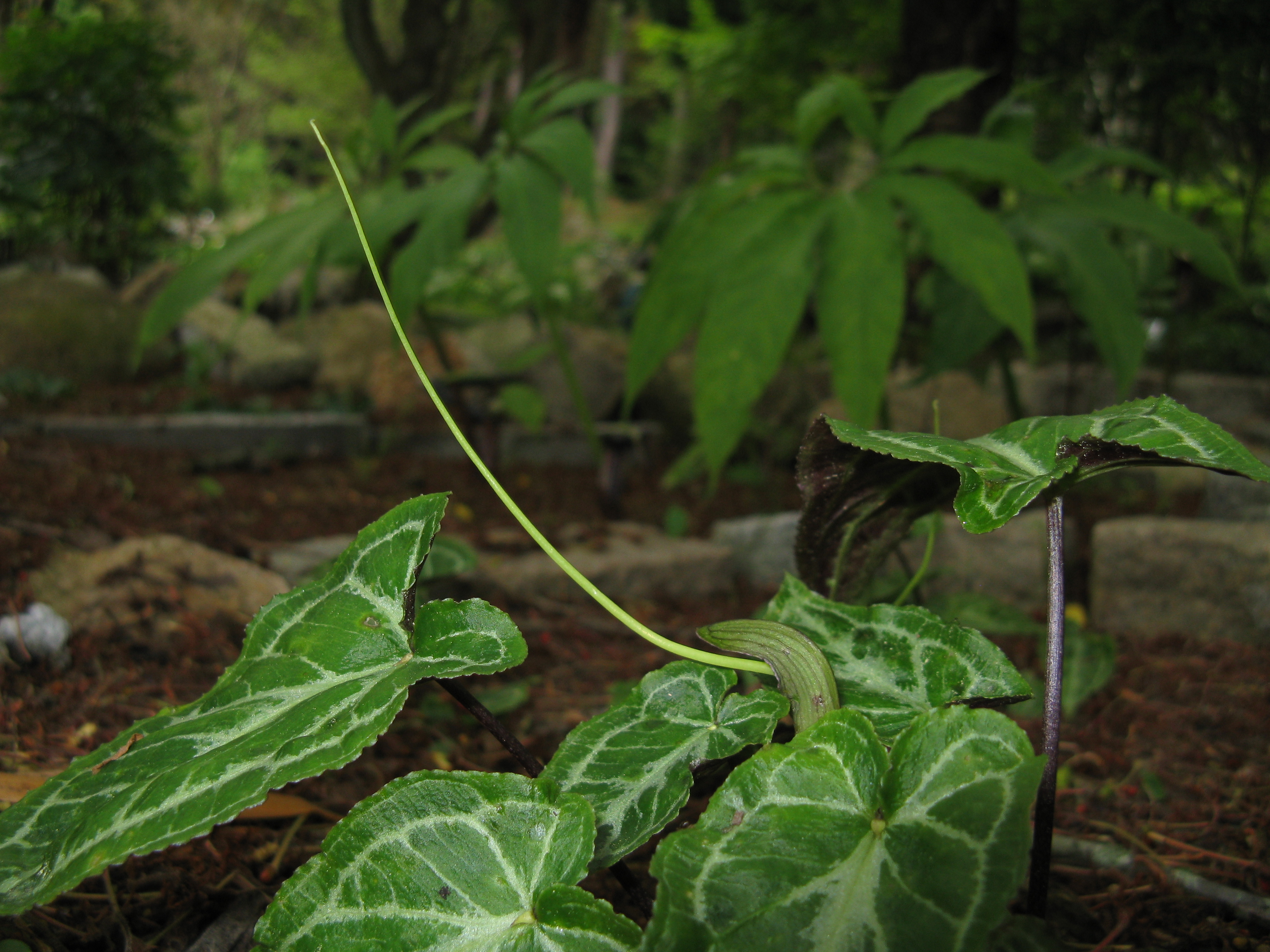
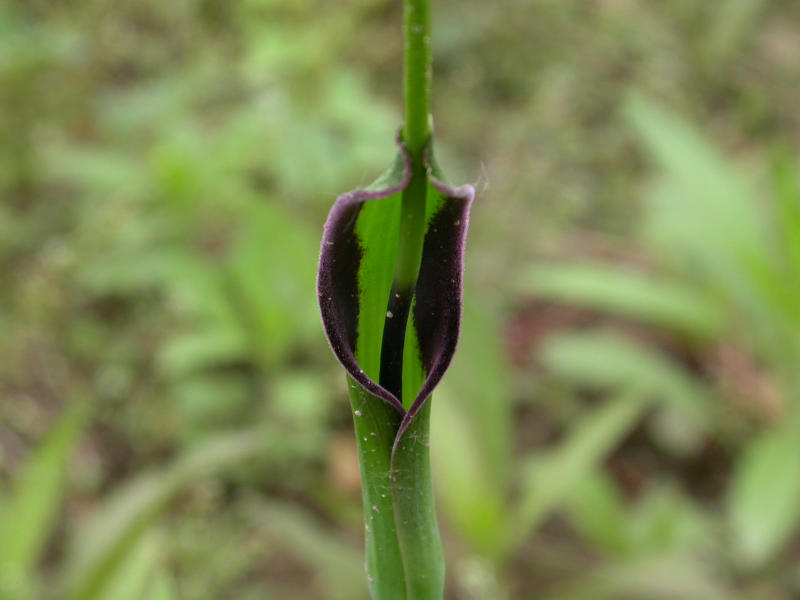
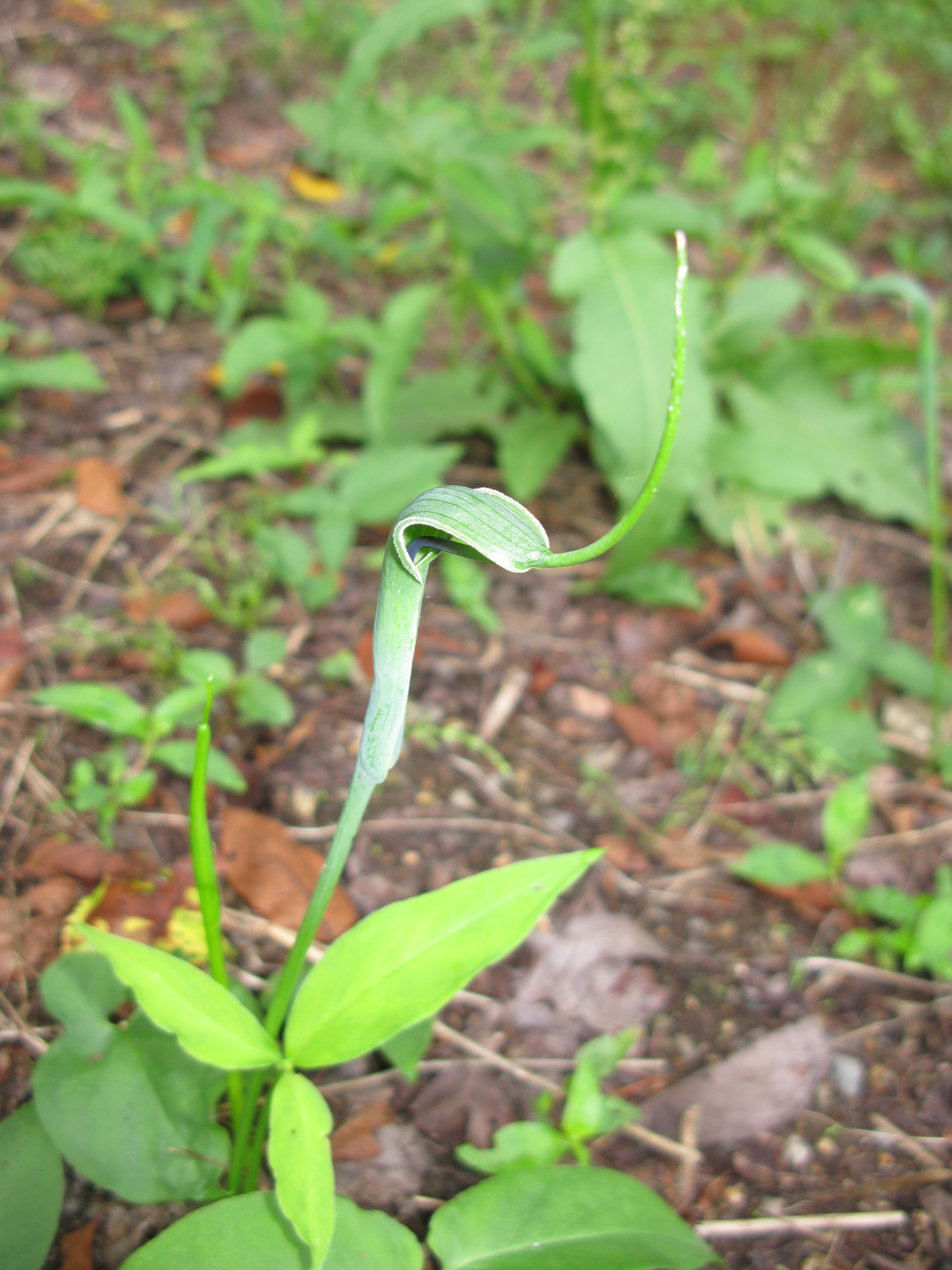